# Hřbitov Bercy
Hřbitov Bercy (francouzsky Cimetière de Bercy) je hřbitov v Paříži. Nachází na ulici Rue de Charenton ve 12. obvodu. Jeho rozloha činí 6100 m2 a je zde 1120 hrobů.

## Historie
Hřbitov byl založen v roce 1816 pro obec Bercy, která se v roce 1860 stala součástí města Paříže.